# IOS 17

iOS 17 é a décima sétima versão do sistema operacional iOS da Apple para o iPhone e sucessor do iOS 16. Foi anunciado em 5 de junho de 2023 na Conferência Mundial de Desenvolvedores anual da Apple e lançado como uma versão beta para desenvolvedores. A versão beta do desenvolvedor do iOS 17 é a primeira que pode ser baixada apenas com uma conta Apple ID; as versões anteriores exigiam uma assinatura paga do programa de desenvolvedores da Apple A versão beta pública do iOS 17 foi lançada em 12 de julho de 2023, com lançamento público em 18 de setembro de 2023.
iOS 17 será a primeira versão do iOS a abandonar o suporte para o primeiro iPhone com Face ID, que é o iPhone X.

## Desenvolvimento
De acordo com Mark Gurman, o codinome interno do iOS 17 era Dawn. A Apple inicialmente pretendia que o iOS 17 fosse um “lançamento de ajuste” semelhante ao Mac OS X Snow Leopard, permitindo que eles se concentrassem em seu novo fone de ouvido de realidade mista. Ainda assim, vários recursos importantes foram adicionados posteriormente no ciclo de desenvolvimento.

## Características

### Interface do usuário e recursos do sistema

#### Widgets interativos
Os widgets agora são interativos, nas telas inicial e de bloqueio: por exemplo, os usuários podem acender as luzes ou venezianas da casa pressionando o botão correspondente do widget inicial ou concluir as tarefas dos lembretes pressionando diretamente na lista localizada no widget, etc.

#### Melhorias no papel de parede
O brilho da imagem do papel de parede muda dependendo do modo claro ou escuro. As fotos redimensionadas são estendidas automaticamente para o topo com um gradiente que preenche o espaço que falta. Fotos ao vivo também são suportadas. A espessura da fonte do texto na tela de bloqueio pode ser ajustada com mais liberdade.

#### Modo de espera
O modo standby é ativado automaticamente quando o telefone está carregando orientado horizontalmente e consiste na exibição de informações na tela por meio de widgets em pilhas inteligentes e atividades ao vivo. O aspecto destas informações muda de acordo com a luz ambiente, por exemplo à noite aparecem com cores menos chamativas e menos brilhantes para não atrapalhar.

#### Melhorias na casa
Os usuários podem cancelar a operação de movimentação de um widget ou aplicativo agitando o telefone.

#### Melhorias na correção automática e na previsão de texto
A autocorreção e o ditado do teclado são alimentados por um novo modelo de transformador no dispositivo, que a Apple afirma ser mais preciso e personalizado de acordo com o estilo de escrita dos usuários. Ao contrário das versões anteriores do iOS, ele pode aprender a não corrigir automaticamente palavrões. As palavras corrigidas automaticamente estão sublinhadas e podem ser revertidas com um toque. As previsões de palavras são mostradas em linha e adicionadas quando a barra de espaço é tocada.

#### Melhorias no AirDrop
- As transferências de arquivos AirDrop continuam pela Internet se os dispositivos ficarem fora de alcance.
- NameDrop: ao encostar um iPhone ou Apple Watch em outro, os usuários podem iniciar uma transferência de arquivos, uma atividade compartilhada com o SharePlay ou trocar um cartão de contato personalizável.[10]

#### Melhorias em destaque
A pesquisa global agora permite que os usuários alterem as configurações do sistema diretamente nos resultados da pesquisa. Por exemplo, se o usuário pesquisar a palavra “wifi” na página inicial, a opção para desligar ou ligar o Wi-Fi aparecerá diretamente nos resultados da pesquisa.

#### Melhorias no modo de foco
Silenciar notificações: uma nova opção para notificações em modo foco que permite aos usuários optar por silenciar notificações Sempre ou Quando bloqueado.

#### Melhorias na pesquisa visual
O Visual Lookup agora é capaz de reconhecer em fotos os símbolos das diversas luzes do carro, os símbolos nas etiquetas das roupas, etc.

#### Melhorias na Siri
- Os usuários agora podem simplesmente dizer “Siri” em vez de “Hey Siri” para ativar o Siri com a voz. As perguntas subsequentes feitas ao Siri não exigem que o usuário diga novamente o comando “Siri”.
- Os usuários agora podem dizer “Ei, Siri, envie uma mensagem” e escolher o aplicativo a ser usado por meio de um menu suspenso. Após a primeira alteração, o Siri lembrará a escolha e agilizará a operação.
- Os usuários podem pedir ao Siri para ler uma página no Safari.
- Capacidade de encontrar um controle remoto perdido da Apple TV com Siri.

#### Toque tátil mais rápido
Nas configurações de duração do Haptic Touch há uma nova terceira duração que é ainda mais curta que as outras duas disponíveis no iOS 16.

#### Preenchimento automático avançado em PDFs e documentos digitalizados
As informações salvas pelo usuário em Contatos podem ser utilizadas para preencher de forma automática e segura os campos de um formulário de um PDF ou documento digitalizado.

#### Melhorias de acessibilidade
- O Personal Voice usa aprendizado de máquina para permitir que os usuários recriem sua própria voz como um modelo de conversão de texto em fala.[11]
- Usando apontar e falar, o telefone lerá o que está escrito nos painéis de botões dos eletrodomésticos.
- Acesso Assistivo: é uma interface de usuário iOS extremamente simplificada que pode ser ativada nas configurações de Acessibilidade, útil para pessoas com deficiência cognitiva.

#### Melhorias de rede
- Redes 5G e LTE privadas: o iOS 17 adiciona suporte para redes celulares privadas, permitindo conectar um iPhone a uma rede celular 5G ou LTE privada, usando um eSIM ou SIM físico que foi provisionado especificamente para essa rede.[12]
- Uma nova configuração para redes celulares permite que os usuários desabilitem as estatísticas de uso de dados celulares se não se importarem com quais aplicativos estão consumindo dados.

#### Melhorias no armazenamento do iPhone
O armazenamento do iPhone agora mostra o espaço ocupado pelos dados compartilhados entre vários aplicativos do mesmo fabricante.

### Recursos de aplicações

#### Telemóvel
Com o Contact Posters, os usuários podem personalizar a aparência da tela de chamada recebida mostrada a outros usuários do iPhone. As opções de personalização são semelhantes à tela de bloqueio renovada do iOS 16, com a capacidade de escolher uma imagem personalizada ou Memoji como foto do contato e alterar a fonte e a cor do nome. Na tela de chamada recebida, um novo botão Correio de voz ao vivo envia a chamada para o correio de voz e mostra uma transcrição ao vivo na tela, para que o usuário possa decidir se deseja atender a chamada.
Outras melhorias:
- Toques diferentes para cada SIM.
- Aumentou o número de chamadas no histórico de chamadas para 2.000.
- Os usuários podem escolher qual SIM usar para ligar para todos os números desconhecidos.
- Os botões para encerrar uma chamada, silenciar o microfone, etc. estão posicionados na parte inferior em vez de no centro da tela, por isso são mais acessíveis ao usar o telefone com apenas uma mão.

#### Mensagens
O aplicativo Mensagens possui um novo recurso “Check In”. O usuário escolhe um contato e define um destino, e o Check In notifica o contato quando o usuário chega ao destino com segurança. Se o usuário parar de se mover em direção ao destino e não responder aos prompts, a localização, a rota e o nível da bateria do usuário serão automaticamente compartilhados com o contato. Caso contrário, o contato não terá acesso à localização do usuário e essas informações serão criptografadas de ponta a ponta. O aplicativo Mensagens também mostra uma transcrição de mensagens de voz. Emojis e recortes de fotos (criados por meio da ferramenta “remover assunto do fundo”) podem ser usados como adesivos, e carimbados em balões em conversas do iMessage ou em outros apps.

#### Journal
O iOS 17 inclui um novo aplicativo, Journal, um aplicativo de registro em diário criptografado de ponta a ponta que permite aos usuários registrar suas atividades diárias.

#### FaceTime
O FaceTime permite que os chamadores deixem uma mensagem de vídeo ou áudio quando o destinatário não estiver disponível. As reações de efeito foram adicionadas às chamadas FaceTime, semelhantes ao recurso de reações em Mensagens.

#### Apple Music
- Playlist colaborativa: permite que um grupo de usuários adicione e remova músicas de uma playlist compartilhada.
- Efeito de cross-fading entre músicas tocadas.
- Capa de álbum animada no reprodutor de música: os álbuns que suportam capa de álbum animada agora mostrarão a animação no reprodutor de música do Apple Music.

#### Apple Maps
- Mapas off-line: agora os mapas podem ser baixados para uso sem conexão com a internet.
- Postos de carregamento para veículos elétricos: é possível consultar em tempo real a disponibilidade de pontos de carregamento para veículos elétricos, nomeadamente quantos slots livres existem naquele determinado ponto de carregamento, o tipo de ligação, etc.
- Pesquise pessoas por nome: os usuários podem pesquisar pessoas no mapa por nome, caso tenham compartilhado sua localização.

#### Safari
- Perfis: O Safari oferece suporte a perfis para manter as atividades de navegação dos usuários separadas quando estão no trabalho ou na escola daquelas em casa ou pessoais. Extensões individuais do Safari podem ser ativadas ou desativadas por perfil.
- Navegação privada protegida por Face ID: as páginas abertas anteriormente no modo de navegação privada requerem a revisão do Face ID.
- Mecanismo de busca privado: nas configurações do Safari, os usuários podem definir um mecanismo de busca separado para usar no modo privado.
- Ouvir a página permite que os usuários ouçam a página inteira como áudio lido no telefone.
- O histórico de navegação agora mostra ícones favoritos ao lado do nome e da descrição do site.
- Adicionado suporte para formatos de imagem JPEG XL e HEIC.

Notas
- Os usuários podem criar links entre notas para pular rapidamente de uma nota para outra.
- Os usuários podem visualizar e fazer anotações em PDFs diretamente no aplicativo.

#### Lembretes
A lista de lembretes agora pode ser organizada em seções.

#### Fotos
- Pesquisa de receitas: o usuário pode pesquisar receitas na Internet por meio de uma foto contendo alimentos.
- Reconhecimento de animais de estimação: cães e gatos são automaticamente reconhecidos e categorizados na seção de pessoas.
- Corte simplificado: quando um usuário aumenta o zoom em uma foto, um botão aparece automaticamente para recortar a foto sem precisar editá-la primeiro.
- Pesquise objetos em vídeos: na caixa de pesquisa o usuário pode digitar o nome de um objeto para encontrar o quadro exato do vídeo onde esse objeto aparece.

#### Câmara
O aplicativo Câmera tem duas novas configurações opcionais: “Nível” mostra uma linha horizontal que fica amarela quando o assunto está alinhado com o horizonte, e “Bloquear equilíbrio de branco” pode desativar os ajustes automáticos de equilíbrio de branco ao gravar um vídeo.
Processamento diferido de fotos: o processo de pós-processamento do Deep Fusion é realizado em segundo plano, em vez de ocorrer ao mesmo tempo que a "foto" e somente quando a câmera não está em uso. Isto garante sessões de gravação significativamente maiores, sem bloqueios do obturador, permitindo ao usuário capturar novas fotos a qualquer momento.

#### Find My
Find My suporta o compartilhamento de AirTags com até cinco pessoas.

#### Relógio
O aplicativo Relógio oferece suporte a vários temporizadores simultâneos.

#### Clima
- O mapa do vento foi adicionado.
- O aplicativo Weather agora permite que os usuários comparem o clima de hoje com o de ontem.
- Fase da lua: uma nova seção mostra o estado atual da lua, o tempo até a próxima lua cheia, os horários do pôr e do nascer da lua e o calendário lunar.

#### Tempo de tela
O Screen Distance verifica e avisa os usuários se eles mantiverem o iPhone muito próximo do rosto do usuário por um período de tempo considerável.

#### Saúde
- O aplicativo Saúde permite que os usuários registrem e rotulem seu humor e vejam como seu humor se correlaciona com vários fatores de estilo de vida ao longo do tempo. O aplicativo também permite que os usuários façam avaliações padronizadas de ansiedade e depressão.[20]
- Os usuários podem ser notificados caso se esqueçam de registrar que tomaram a medicação.
- Adicionado resumo dos resultados de treinamento dos amigos dos usuários.

#### Atalhos
- Os comandos associados a vários aplicativos são mostrados na pesquisa do Spotlight quando os usuários procuram esse aplicativo. Por exemplo, ao pesquisar pelo aplicativo Câmera, são mostrados comandos para abrir o aplicativo nos modos Selfie, Retrato, Cinematográfico, Time-Lapse, etc.
- Os desenvolvedores podem definir a cor de fundo dos comandos criados para seus aplicativos. Por exemplo, para o aplicativo Livros, os comandos para abrir o livro atual e ouvi-lo aparecem em uma caixa laranja como a cor do aplicativo Livros.

#### Fitness
O Apple Fitness+ pode oferecer aos usuários planos de treino personalizados, definir treinos ou meditações para serem reproduzidos consecutivamente ou alterar separadamente o volume da música e a voz do instrutor.

### Segurança e privacidade
Os códigos de verificação únicos recebidos no Mail podem ser preenchidos com um toque, sem sair do Safari.
A proteção de rastreamento de links detecta parâmetros de rastreamento definidos pelo usuário em URLs de links e os remove automaticamente. Ele é ativado automaticamente no Mail, Mensagens e ao navegar com o Safari no Modo Privado.
As senhas de grupos compartilhados permitem ao usuário criar grupos de senhas para compartilhar com familiares e amigos. Os usuários podem recuperar senhas por até 30 dias. Depois de alterar a senha da tela de bloqueio, o código antigo pode ser usado por 72 horas para redefinir a nova senha caso ela seja esquecida. Há também um botão para expirar a senha anterior imediatamente.
O iOS 17 contém várias alterações nas permissões de aplicativos. Quando um aplicativo deseja adicionar um evento ao calendário do usuário, o evento é adicionado sem que o aplicativo consiga ler todo o conteúdo do calendário. Quando os aplicativos solicitam acesso a toda a biblioteca de fotos do usuário, o usuário pode compartilhar fotos específicas com os aplicativos, mantendo o restante da biblioteca privado.
Um aviso de conteúdo sensível detecta nudez em fotos e vídeos recebidos no AirDrop e em outros aplicativos, obscurecendo-os com um efeito de desfoque antes de serem exibidos.
O modo de bloqueio pode impedir o iPhone de se conectar a redes celulares 2G e de ingressar automaticamente em redes sem fio inseguras, e desativa mais APIs no Safari suscetíveis de serem atacadas, como IndexedDB, File API, FileReader API, WebSpeech API, WebLocks API e mais. O watchOS 10 anunciado simultaneamente da Apple ganha suporte para o modo Lockdown, e o modo é ativado automaticamente no Apple Watch quando é ativado em um iPhone emparelhado.